# Monestir de la Mare de Déu de l'Escala Daurada

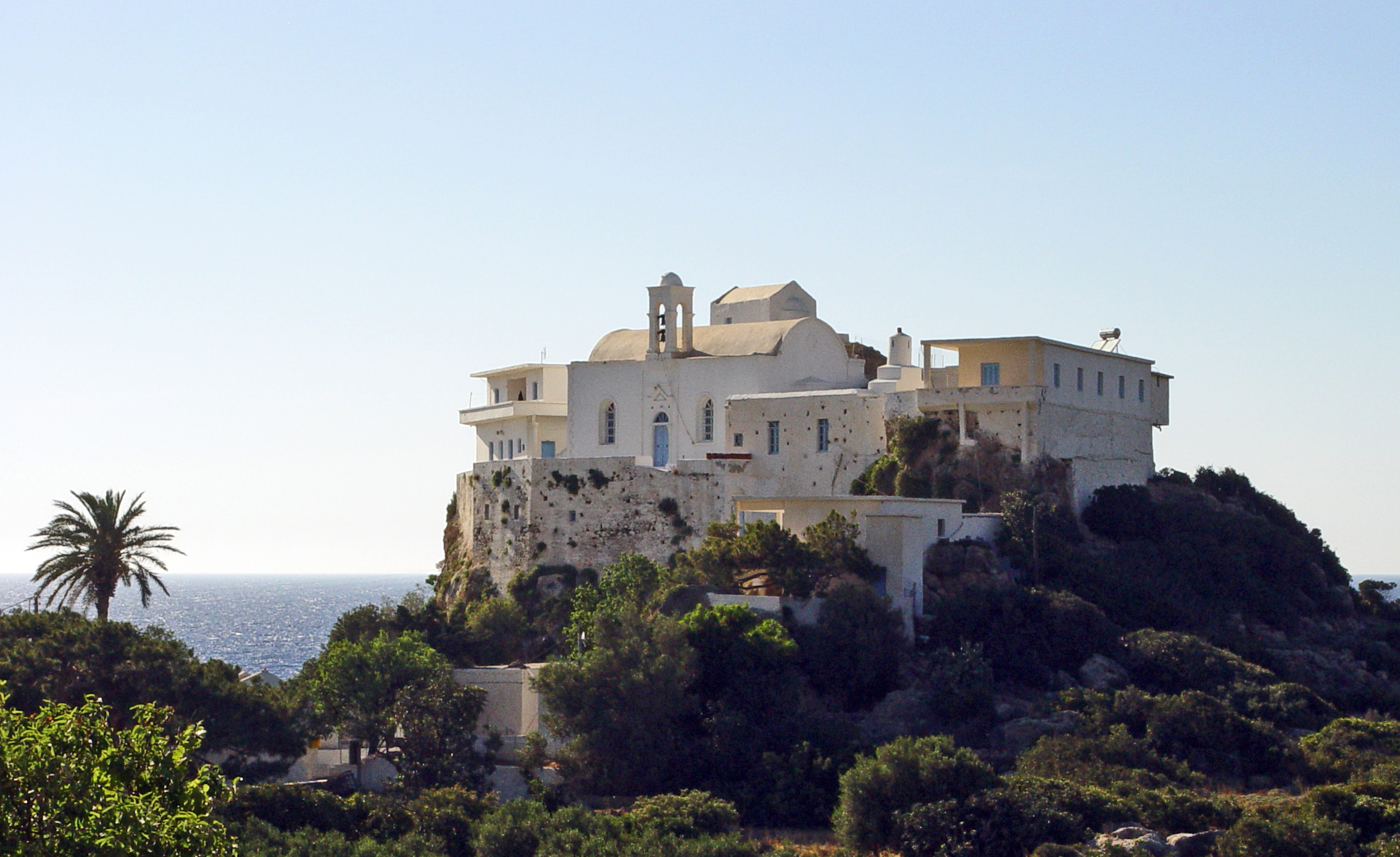
Monestir de la Mare de Déu de l'Escala Daurada

El Monestir de la Mare de Déu de l'Escala Daurada (grec Μονή Χρυσοσκαλιτίσσης, Moní Khrissoskalitissis) és un monestir ortodox al sud-oest de l'illa de Creta, Grècia, al municipi Innakhori, a uns 72 km al sud-oest de la Canea.
El monestir està dedicat a la Dormició de la Verge Maria. L'actual església va ser construïda l'any 1894.
El nom del monestir deriva de la tradició que diu que a l'escala de noranta graons que porta al monestir un dels graons era d'or, però només ho podien veure els visitants purs d'esperit.